# Arnold Janssen
Arnold Janssen, SVD (5. listopadu 1837, Goch – 15. ledna 1909, Steyl) byl německý římskokatolický kněz působící v Nizozemsku, zakladatel Společnosti Božího Slova, které byl sám členem, kongregace Sester služebnic Svatého Ducha věčné adorace a kongregace Misijních služebnic Ducha Svatého. Katolická církev jej uctívá jako světce.

## Život

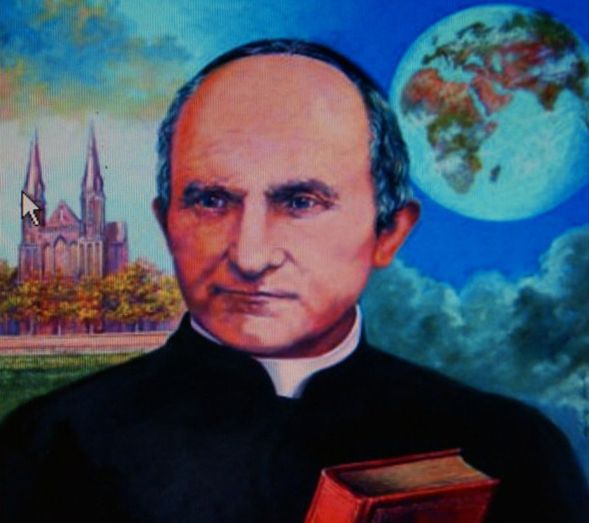
Portrét

Narodil se dne 5. listopadu 1837 v Gochu v Porýní nedaleko nizozemských hranic jako druhý z jedenácti dětí. V mládí studoval na katolické střední škole ve svém rodném městě. Po absolvování střední školy v roce 1855 začal studovat na univerzitě v Münsteru a poté na univerzitě v Bonnu.
Dne 15. srpna 1861 byl vysvěcen na kněze pro münsterskou diecézi. Nějakou dobu působil jako středoškolský učitel v německém Bocholtu, kde vyučoval fyziku a katechismus. Několik let se věnoval pastorační práci a vyučování křesťanské nauky, než se v roce 1873 stal kaplanem v klášteře uršulinek v Kempenu. V roce 1867 se stal diecézním ředitelem Apoštolátu modlitby. V roce 1874 se podílel na založení katolického časopisu Kleiner Herz-Jesu Bote.
Rozhodl se založit řeholní kongregaci, jež by se věnovala misijní činnosti. Koupil pozemek v Steylu v Nizozemsku, kde zřídil misijní dům. Dne 8. září 1875 založil Společnosti Božího Slova. Během několika let se tam připravovalo mnoho budoucích misionářů. První dva misionáři sv. Josef Freinademetz a Johann Baptist von Anzer byli vysláni do Hongkongu.
Od samého začátku komunitě sloužila skupina žen, mezi nimi i bl. Helena Maria Stollenwerk a bl. Hendrina Stenmanns. Dne 8. prosince 1889 spoluzaložil (s bl. Helenou Marií Stollenwerk a bl. Hendrinou Stenmanns) kongregaci Misijních služebnic Ducha Svatého, určenou pro sestry misionářky, a dne 8. září 1896 založil kongregaci Sester služebnic Svatého Ducha věčné adorace se zaměřením na kontemplaci.
Zemřel v Steylu dne 15. ledna 1909.

## Úcta
Jeho beatifikační proces započal dne 10. července 1942, čímž obdržel titul služebník Boží. Dne 10. května 1973 jej papež sv. Pavel VI. podepsáním dekretu o jeho hrdinských ctnostech prohlásil za ctihodného.
Blahořečen byl dne 19. října 1975 v bazilice sv. Petra papežem sv. Pavlem VI. Svatořečen pak byl dne 5. října 2003 na Svatopetrském náměstí papežem sv. Janem Pavlem II.
Jeho památka je připomínána 15. ledna. Bývá zobrazován v kněžském oděvu.